# Богданов, Эдуард Владиславович
Эдуа́рд Владисла́вович Богда́нов (4 января 1968, Элиста) — советский и российский футболист, полузащитник, тренер.

## Карьера
Воспитанник «Уралана». В 1985—1996 годах провёл за клуб в чемпионате 305 матчей и забил 84 гола. Трижды отдавался в аренду, в том числе в клуб высшей лиги московское «Динамо», за который сыграл два матча в Кубке Федерации.
В конце 1990-х выступал за читинский «Локомотив», липецкий «Металлург» и «Нефтехимик» в низших лигах. Завершил карьеру в 2002 году в ставропольском «Динамо».
После завершения работал в «Уралане» и «Динамо» из Ставрополя. С 2014 года — главный тренер возрождённого «Уралана».